# Заборув (Нижньосілезьке воєводство)
Заборув (пол. Zaborów, нім. Lampersdorf) — село в Польщі, у гміні Шцинава Любінського повіту Нижньосілезького воєводства.
Населення — 390 осіб (2011).
У 1975-1998 роках село належало до Легницького воєводства.

## Демографія
Демографічна структура станом на 31 березня 2011 року:
|          | Загалом | Допрацездатний вік | Працездатний вік | Постпрацездатний вік |
| -------- | ------- | ------------------ | ---------------- | -------------------- |
| Чоловіки | 206     | 41                 | 145              | 20                   |
| Жінки    | 184     | 31                 | 115              | 38                   |
| Разом    | 390     | 72                 | 260              | 58                   |